# Gumild
Gumild (en latin: Gumildus) fut un évêque de Maguelone dans la 2e moitié du VIIe siècle.

## Biographie
Il fut le successeur de l'évêque Geniès dans les années 652 / 654.
D'origine wisigothique, il soutint en 672/673 la révolte du comte Hildéric de Nîmes, un ami, contre Wamba, roi des Wisigoths d'Espagne. Ce dernier, contesté par une partie de la noblesse wisigothique, avait notamment sommé à Hildéric de mettre en vigueur la législation antisémite envers la communauté juive de Nîmes, tolérée par les dirigeants locaux. Avec la complicité d'autres nobles et hommes d'église (comme l'abbé Ranimir, qui chassa et fit prisonnier l'évêque de Nîmes Arégius pour prendre sa place), Hildéric et Gumild soulevèrent la Septimanie (ou « Gothie ») contre le roi Wamba.
De Tolède, capitale wisigothique, Wamba intervint en personne à la tête d'une armée pour mâter la rébellion. Ranimir se réfugia à Narbonne puis, chassé de la cité, dans les environs de Béziers où il fut capturé et tué. Gumild tenta vainement de résister dans Maguelone mais se réfugia chez le comte Hildéric à Nîmes mais fut capturé et déporté ou tué par Wamba.